# Jules Dugal
 (mars 2021).
Si vous disposez d'ouvrages ou d'articles de référence ou si vous connaissez des sites web de qualité traitant du thème abordé ici, merci de compléter l'article en donnant les références utiles à sa vérifiabilité et en les liant à la section « Notes et références ».
Pour les articles homonymes, voir Dugal.
Jules Dugal (1888-24 janvier 1976) est l'entraîneur en chef des Canadiens de Montréal après Cecil Hart. Il a été responsable de l'équipe pendant la moitié d'une saison en 1939. Ses statistiques sont de neuf victoires, six défaites et trois matchs nuls. Sous sa tutelle, les Canadiens se sont qualifiés pour les séries éliminatoires mais ont perdu au première tour contre les Red Wings de Détroit (2-1).